# Eleussa Sebaste
Eleussa Sebaste (em grego clássico: Ελαιούσα Σεβαστή; romaniz.: Elaioúsa Sebaste; em latim: Elaeusa Sebaste) foi uma antiga cidade situada a 55 quilômetros da atual Mersim, na direção de Selêucia (atual Silifke), na Cilícia Traqueia, na costa sudoeste da Anatólia (atual Turquia). Até hoje próximo a moderna vila de Aiaxe. Foi fundada sobre uma ilha do mar Mediterrâneo ligada ao continente por estreito istmo. Seu zênite ocorreu no século II, embora continua como uma importante cidade até o século VI.